# Luca Raimondi
Giovanni Luca Raimondi (ur. 22 listopada 1966 w Cernusco sul Naviglio) – włoski duchowny katolicki, biskup pomocniczy Mediolanu od 2020.

## Życiorys

### Prezbiterat
Święcenia kapłańskie otrzymał 13 czerwca 1992 i został inkardynowany do archidiecezji mediolańskiej. Przez kilkanaście lat pracował jako wikariusz, a w latach 2008–2018 był duszpasterzem wspólnoty w Bernareggio. W 2018 mianowany wikariuszem biskupim dla Wikariatu IV.

### Episkopat
30 kwietnia 2020 papież Franciszek mianował go biskupem pomocniczym archidiecezji mediolańskiej, ze stolicą tytularną Feradi Maius. Sakry udzielił mu 28 czerwca 2020 arcybiskup Mario Delpini.